# Dianne L'Ami
Dianne Petra L'Ami (Hawera, 24 aprile 1976) è un'ex cestista neozelandese.

## Carriera
Con la Nuova Zelanda ha disputato i Giochi olimpici di Sydney 2000.